# لاکی (خدمتکار)

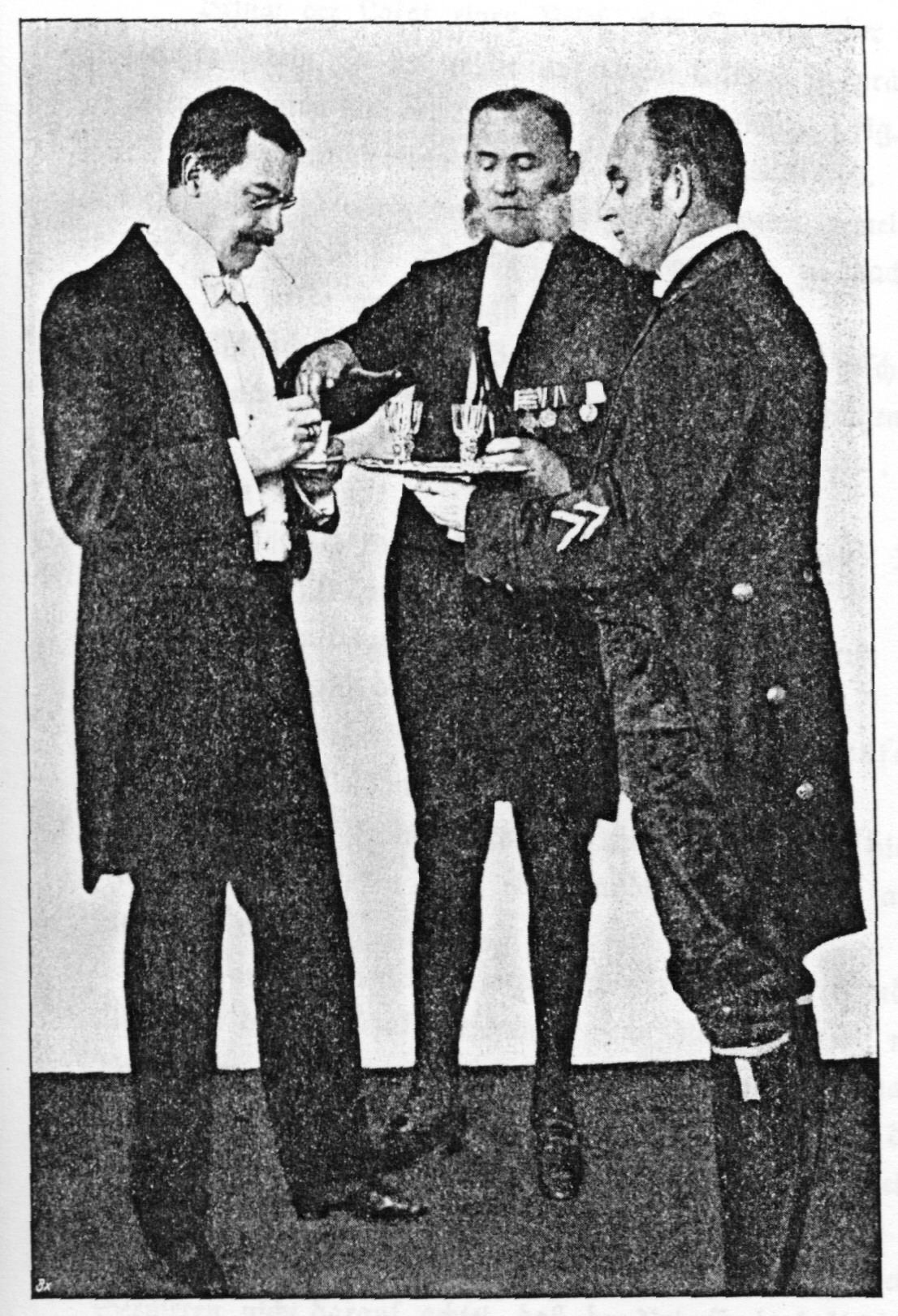
ولی (وسط) و لاکی (راست) شراب سرو می‌کنند. تصویر از H. Reuß zu Köstritz: Der korrekte Diener، پل پاری ورلاگ، برلین ۱۹۰۰؛ ص. ۲۱

یک لاکی (به انگلیسی: Lackey)، در تعریف اصلی خود، (تعریف فرهنگ انگلیسی آکسفورد، برای ۱۵۲۹)، یک خدمتکار یونیفرم‌پوش است.
مفهومِ مدرن «دنبال‌کنندهٔ خدمتگزار» بعدها در ۱۵۳۸ به وجود آمد.